# Tianxing (köping i Kina, Sichuan)
Tianxing (kinesiska: 天兴镇, 天兴) är en köping i Kina. Den ligger i provinsen Sichuan, i den sydvästra delen av landet, omkring 210 kilometer sydost om provinshuvudstaden Chengdu. Antalet invånare är 21 336. Befolkningen består av 10 774 kvinnor och 10 562 män. Barn under 15 år utgör 23,0 %, vuxna 15-64 år 63 %, och äldre över 65 år 13,0 %.
Genomsnittlig årsnederbörd är 1 434 millimeter. Den regnigaste månaden är september, med i genomsnitt 295 mm nederbörd, och den torraste är december, med 19 mm nederbörd.